# François-Charles Henryot
François-Charles Henryot est un homme politique français né le 5 mai 1742 à Montigny-le-Roi (Haute-Marne) et décédé le 1er décembre 1802 à Langres (Haute-Marne).
Procureur du roi à Langres, il est député du tiers état aux états généraux de 1789. Il siège à droite et démissionne le 13 novembre 1789.

## Sources
- « François-Charles Henryot », dans Adolphe Robert et Gaston Cougny, Dictionnaire des parlementaires français, Edgar Bourloton, 1889-1891 [détail de l’édition]